# 杰西·杰克逊
杰西·杰克逊（Jesse Louis Jackson, Sr.，出生名：Jesse Louis Burns，1941年10月8日—）是美国著名黑人民权领袖和浸信会牧师。

## 經歷
1984和1988年曾是民主党总统提名候选人。1991-1997年任华盛顿哥伦比亚特区影子参议员。1992-2000年他在CNN主持节目《Both Sides with Jesse Jackson》他的长子小杰西·杰克逊是前美国众议院议员（1995年至2012年）。